# Coinces
Coinces település Franciaországban, Loiret megyében. Lakosainak száma 498 fő (2022. január 1.). Coinces Bricy, Patay, Rouvray-Sainte-Croix, Saint-Péravy-la-Colombe és Sougy községekkel határos.

## Népesség
A település népességének változása:
| Lakosok száma | 454  | 401  | 401  | 496  | 572  | 582  | 543  | 516  | 506  | 498  |
|               | 1968 | 1982 | 1990 | 2006 | 2013 | 2015 | 2017 | 2019 | 2020 | 2022 |